# Aiči E13A
Aiči E13A (japonsky 愛知 E13A) byl plovákový letoun Japonského císařského námořního letectva užívaný ve druhé světové válce. V císařském námořnictvu byl označován jako průzkumný hydroplán typ 0 (japonsky: 零式水上偵察機, Reišiki/zerošiki suidžó teisacuki). Spojenci mu přidělili kódové označení Jake. První prototyp vzlétl roku 1938, letoun se začal sériově vyrábět od roku 1940. Jednalo se o jeden z nejrozšířenějších japonských průzkumných hydroplánů, kterého se do roku 1945 v různých japonských továrnách vyrobilo 1308 kusů.

## Specifikace

Třípohledový nákres E13A1

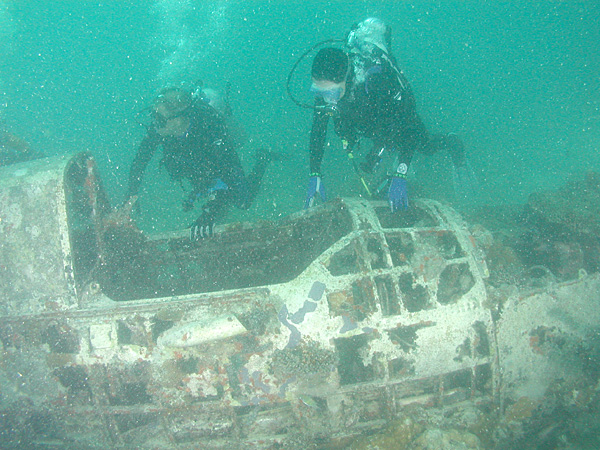
Potopený vrak Aiči E13A

### Technické údaje
- Osádka: 3
- Rozpětí: 14,50 m
- Délka: 11,30 m
- Výška: 4,70 m
- Nosná plocha: 36,00 m²
- Prázdná hmotnost: 2642 kg
- Vzletová hmotnost: 3640 kg
- Max.vzletová hmotnost: 4000 kg
- Pohonná jednotka: 1 × hvězdicový motor Micubiši Kinsei 43 o vzletovém výkonu 1 060 k.
- Vrtule: trojlistá kovová

### Výkony
- Max. rychlost: 375 km/hod
- Cestovní rychlost: 220 km/hod
- Rychlost stoupání: 3000 m za 6 min 5 s
- Dostup: 8730 m
- Dolet: 2090 km
- Maximální dolet: 3300 km

### Výzbroj
- 1 × pohyblivý kulomet Typ 92 ráže 7,7 mm[p 1]
- 1 x 250kg nebo 4 x 60kg puma